# Abborrtjärnen (Envikens socken, Dalarna, 674342-149699)
Abborrtjärnen är en sjö i Falu kommun i Dalarna och ingår i Dalälvens huvudavrinningsområde.
Abborrtjärnen finns omtalad i dokument första gången 1653.